# أزمة كوريا الشمالية 2017-2018
تُشير أزمة كوريا الشمالية 2017-2018 إلى فترة من التوترات الحادة بين كوريا الشمالية والولايات المتحدة الأمريكية طوال العام 2017، والتي بدأت بعد قيام كوريا الشمالية بسلسلة تجارب صاروخية ونووية أثبتت قدرتها على إطلاق صواريخ باليستية خارج نطاق إقليمها المجاور، وأظهرت أن قدراتها النووية كانت في قيد التطوير بدرجة أسرع مما قدّره مجتمع الاستخبارات الأمريكي.
أسهمت هذه التجارب، إضافة إلى مناورات حارس الحرية (المناورات العسكرية المشتركة بين الولايات المتحدة وكوريا الجنوبية) وتهديدات الولايات المتحدة المتكررة إلى كوريا الشمالية، في تفاقم حدة التوترات الدولية في المنطقة وما وراءها. خلال العام 2017، أجرت كوريا الشمالية سادس تجاربها النووية في بداية شهر سبتمبر، وبدأت التهديدات المتبادلة بين البلدين، ما ولّد مخاوف من خطر اندلاع الحرب.
في حين أن التوترات كانت بين كوريا الشمالية والولايات المتحدة، إلا أن كوريا الشمالية هددت أستراليا مرتين بضربات نووية خلال العام 2017 لاتهامها إياها بالوقوف في صف الولايات المتحدة الأمريكية، والسير خلفها «مغمضة العينين».
رغم ذلك، فبحلول بداية العام 2018، بدأت التوترات بالانفراج جذريًا، عندما أعلنت كوريا الجنوبية استعادة الخط الهاتفي المباشر بين سيول-بيونغ يانغ وموافقتها على عقد محادثات مع كوريا الجنوبية بخصوص المشاركة في الألعاب الأولمبية الشتوية 2018 في بيونغتشانغ. ازدهرت التحركات الدبلوماسية طوال الأشهر القليلة اللاحقة، مع وقف كوريا الشمالية تجاربها النووية والصاروخية، وانعقاد قمة الكوريتين 2018 والتي تُوجت بتوقيع إعلان بانمونجوم في 27 أبريل 2018. وفي 12 يونيو 2018 عُقدت أول اجتماع بين رئيس أمريكي وزعيم كوريا الشمالية في قمة كوريا الشمالية والولايات المتحدة الأمريكية 2018 في سنغافورة. نجم عن القمة إعلان مشترك ينادي «بنزع كامل للأسلحة النووية في شبه الجزيرة الكورية». عُقدت قمة ثانية بين كيم وترامب في هانوي، في فييتنام من 27-28 فبراير 2019. رغم انهيار المحادثات حينها، عُقدت قمة ثالثة في المنطقة الكورية منزوعة السلاح في 30 يونيو 2019، وهو ما جعل ترامب أول رئيس أمريكي يزور كوريا الشمالية. أعلن الطرفان فيما بعد استمرار المحادثات النووية «على مستوى العمل».

## خلفية

### برنامج كوريا الشمالية للأسلحة النووية
في خطابه لعيد رأس السنة في 2 يناير 2017، قال زعيم كوريا الشمالية، كيم جونغ-أون، أن بلاده وصلت إلى «آخر مرحلة» في استعداداتها لتجريب إطلاق صاروخ باليستي عابر للقارات.
في 3 مايو، أصدرت كوريا الشمالية خطابًا شديد اللهجة وغير مسبوق تنتقد فيه حليفتها الرئيسية، الصين، جاء فيه: «على المرء أن يدرك أن فرص وصول جمهورية كوريا الديمقراطية الشعبية إلى الأسلحة النووية في سبيل وجود البلاد وتقدمها لا يمكن تغييرها أو زعزعتها... وأن جمهورية كوريا الديمقراطية الشعبية لن تستجدي أبدًا الحفاظ على صداقة الصين، بغض النظر عن قيمة صداقتها، إذا كان يعني ذلك تضحية كوريا ببرنامجها النووي الذي أصبح من مقومات وجودها ذاتها... على الصين أن تفكر مليًا بالعواقب الوخيمة التي ستنجم عن الفعل غير المدروس في حال قررت الصين قطع العلاقات الصينية الكورية الشمالية». اتهم البيان ذو اللهجة التصعيدية كذلك الإعلام الصيني (والذي تسيطر عليه الحكومة سيطرة تامة) بالانجرار خلف المزاعم الأمريكية وتكرارها.
في بداية أغسطس 2017، نشرت صحيفة الواشنطن بوست تقييمًا لوكالة استخبارات الدفاع الأمريكية من يوليو 2017، ذكر أن كوريا الشمالية قد نجحت في تطوير رؤوس نووية لصواريخ قادرة على الوصول إلى البر الرئيسي للولايات المتحدة الأمريكية (عبر رأس نووي مصغر يمكن إدماجه في الصواريخ الكورية الشمالية).

### العقوبات المفروضة على كوريا الشمالية؛ والتجارة مع الصين
منذ أول تجربة نووية لكوريا الشمالية في العام 2006، أصدر مجلس الأمن الدولي عدة قرارات فرضت عقوبات متعددة على جمهورية كوريا الديمقراطية الشعبية، بما فيها قيود على النشاطات الاقتصادية. رغم ذلك، تزايد الناتج المحلي الإجمالي لكوريا الشمالية بنسبة تقدّر بـ3.9% في العام 2016، أي إلى ما يبلغ 28.5 مليار دولار، وهو ما شكل أسرع قفزة خلال 17 عامًا؛ عُزيت هذه النسبة إلى التبادل التجاري الذي لم ينقطع مع الصين، والذي شكل أكثر من 90% من نسبة التجارة الخارجية لكوريا الشمالية.
في أواخر فبراير من العام 2017، وبعد تجربة كوريا الشمالية للصاروخ الباليستي متوسط المدى بوكوكسونغ-2 في 12 فبراير، ذكرت الصين التي تعدّ تبادلها التجاري مع كوريا الشمالية والتهديد الصاروخي المفترض للولايات المتحدة مسألتين منفصلتين ذكرت بأنها ستلتزم بقرار الأمم المتحدة رقم 2321 وستوقف جميع واردات الفحم من كوريا الشمالية (أي، الصادرات الرئيسية لكوريا الشمالية). برغم الإيقاف، ففي أبريل 2017 ذكرت الصين أن تبادلها التجاري مع كوريا الشمالية قد اتسع نطاقه. في يوليو 2017، في الوقت ذاته الذي قيل فيه أن إيقاف استيراد الفحم من جمهورية كوريا الديمقراطية الشعبية قد قلل نسبة الورادات من جمهورية كوريا الديمقراطية الشعبية، بلغت قيمة التبادل التجاري مع كوريا الشمالية 456 مليون دولار، بزيادة عما كان عليه في يوليو 2016 بقيمة 426 مليون دولار، وازداد التبادل التجاري حتى العام 2017 بنسبة 10.2% لتصل إلى قيمة 3.01 مليار دولار.
في العام 2017، فرض مجلس الأمن الدولي عدة عقوبات على كوريا الشمالية. أُقر آخرها في 22 ديسمبر 2017. بمقتضى هذا القرار، تُحظر صادرات النفط إلى جمهورية كوريا الديمقراطية الشعبية، وقررت جميع الدول طرد العمالة الكورية الشمالية المهاجرة من أراضيها في فترة أقصاها 24 شهرًا.
عارضت الصين فرض عقوبات ثانوية على الشركات الصينية التي تقيم علاقات تجارية مع كوريا الشمالية.

### سجن مواطنين أمريكيين
أُطلق سراح الطالب الجامعي أوتو وارمبير من كوريا الشمالية في يونيو 2017، في حالة غيبوبة بعد قضائه ما يقارب الثمانية عشرة شهرًا في الحجز. بعد 6 أيام من عودته إلى الولايات المتحدة، فارق وارمبير الحياة في 19 يونيو 2017 دون أن يستفيق من غيبوبته. نحا بعض المسؤولين الأمريكيين باللائمة على كوريا الشمالية لموته. في يوليو 2017، أقرّ وزير الخارجية الأمريكي ريكس تيلرسون «قيود سفر جغرافية» تحظر المواطنين الأمريكيين من الدخول إلى كوريا الشمالية.